# 萨卡维主义
萨卡维主义或萨卡维派（达里语：سقاویها，Saqāwīhā）是活跃于阿富汗王国的一个武装叛乱团体，1924年至1931年期间活跃，由哈比布拉·卡拉卡尼所领导。
1929年1月，萨卡维主义者成功攻占阿富汗首都喀布尔，并建立了阿富汗酋长国。而后在阿富汗内战期间遭遇军事挫折后，他1929年10月被迫撤离首都。1931年，萨卡维主义者叛乱活动结束。

## 历史
1924年，塔吉克人哈比布拉·卡拉卡尼离开阿富汗皇家军队后参与反对政府的活动，当时皇家军队正与霍斯特叛乱者作战。卡拉卡尼退役后过土匪生活—只因他认为库赫达曼人中常见的职业，如种植葡萄和卖柴火，都是低人一等的工作，理由是这些工作很难为他提供食物和面包。
因此，他作为土匪开始抢劫路过的商队和附近的村庄。赛义德·侯赛因和马利克·穆赫辛和其他人也加入了他的行列，总共有24人。三年来，他们住在山洞里，白天出去抢劫，晚上躲起来，他们害怕政府对他们的所作所为的报复。后来，卡拉卡尼逃到白沙瓦，在那里他成为一个卖茶小贩和小偷。
1928年11月，当贾拉拉巴德爆发部落叛乱时，萨卡维主义者围攻贾巴尔-西拉吉后，并引爆了阿富汗内战。
1月17日，他们攻占了喀布尔，开始了所谓的“萨卡维主义者统治时期”。1929年10月，阿富汗政府军一系列激烈的战斗成功地迫使卡拉卡尼和萨卡维主义者撤退到喀布尔，随后撤退到阿格。1929年10月13日，阿格被忠于穆罕默德·纳第尔·沙阿的部队攻占，结束了萨卡维主义统治时期。在穆罕默德·纳第尔·沙阿统治时期，萨卡维派主义者试图再次起义，即库希斯坦叛乱，但在一周内被击溃。

## 组成和支持
萨卡维主义者在阿富汗的塔吉克族人口中得到了广泛支持。萨卡维派在1929年1月对喀布尔的攻势得到了宗教机构方面的支持，保守的宗教方面希望借此以此来废止阿曼努拉汗的改革。然而，一个土匪—哈比布拉·卡拉卡尼，“他不具备担任国家元首的能力”，而他一上台就失去了来自保守派的支持。
1929年4月14日，法伊兹·穆罕默德估计萨卡维主义者约有2万人的规模。

## 意识形态
卡拉卡尼宣称自己是“伊斯兰教的捍卫者”，而他的反对者被萨卡维主义者称为“卡菲勒”，即“忘恩负义者”。
萨卡维派在保守的穆斯林之中也有一些支持。

## 国际关系
尽管控制了喀布尔，但阿富汗的萨卡维主义控制政府无法获得任何外交承认。
尽管如此，萨卡维主义与巴斯马奇运动结盟，允许他们在阿富汗北部活动，并撤销了阿富汗在乌塔盖冲突结束后与苏联签署的互不侵犯条约，该条约规定阿富汗必须限制巴斯马奇对苏的边境袭击。

## 侵犯人权
阿富汗内战期间，萨卡维派军队犯有强奸和抢劫平民的罪行。